# Gregori Patzó
Gregori Patzó (Gregorius Patzo) fou un escriptor romà d'Orient que va escriure unes Novellae sobre els darrers emperadors romans d'Orient. Va exercir el càrrec de logoteta dromo o logoteta cruus, i era considerat un dels juristes més eminents de l'Imperi Romà d'Orient, només inferior a Constantí Harmenopul. Va viure en època desconeguda posterior a l'emperador Aleix I Comnè, mort el 1118, però probablement al segle xii.